# Бебуришвили, Андрей Георгиевич
Андре́й Гео́ргиевич Бебуришви́ли (род. 11 сентября 1992, Волгоград) — российский стендап-комик, резидент Comedy Club, телеведущий. Ведущий юмористических шоу «Прожарка», «Открытый микрофон», Comedy Club на телеканалах ТНТ и ТНТ4, финалист проекта «Сomedy Баттл».

## Биография
Родился 11 сентября 1992 года в Волгограде в семье медиков, дед — заслуженный врач, профессор, автор патентов и монографий. Прадед Пётр Храпов — Герой Советского Союза, во время Великой Отечественной войны был лётчиком.
Окончил Волгоградский государственный медицинский университет, в студенческие годы был капитаном команды КВН «Оптимус Прайм». На пятом курсе университета участвовал в кастингах юмористического шоу «Stand Up», но не смог пройти отбор.
В 2014 году стал участником телевизионного шоу Comedy Club после победы в проекте «Comedy Баттл». 31 декабря 2015 года впервые принял участие в новогоднем шоу Comedy Club на телеканале ТНТ.
В 2017 году стал ведущим шоу «Открытый микрофон» на телеканале ТНТ.
В 2020 году Бебуришвили оказался в центре скандала в результате своего юмористического выступления в образе секс-символа Пако, который произнёс в эфире фразу: «Однажды Пако пробрался в казачий лагерь. И, пока казак надевал свою папаху, Пако „надевал“ его мамаху». Выступлением Бебуришвили и его словами оскорбился атаман общественной организации «Союз Казаков-Воинов России и Зарубежья» Николай Дьяконов, который потребовал извинений в своём письме учредителю телеканала ТНТ — АО «Газпром-Медиа Холдинг». На следующий день Бебуришвили извинился за произнесённую шутку, а ООО «Комеди клаб продакшн» было вынуждено принести извинения казакам, при этом в письме компании было отмечено, что шутки персонажа Пако не являются личным мнением комика, они — «часть созданного им образа „гламурного красавчика“, который рассказывает выдуманные истории».
В 2020—2021 году Бебуришвили вместе с блогером Ксенией Дукалис был ведущим шоу «Иван Иванов заходил вчера», которое выходило на YouTube-канале, а также в Apple Podcasts и Google Podcasts. В передаче говорилось об опыте зрителей и гостей в онлайн-дейтинге и личном опыте онлайн-свиданий. Позже Бебуришвили был участником мужского сезона YouTube-проекта «Подруги», где рассказывал о своих романтических похождениях.
В августе 2022 года Бебуришвили вместе блогером Ксенией Дукалис стали авторами и ведущими документально-просветительского проекта «Секс. В поиске ответов» на онлайн-платформе Okko. Целью передачи стало сексуальное просвещение, в цикле передач принимали участие сексолог Ольга Василенко, писатель Александр Цыпкин, доктор биологических наук Вячеслав Дубынин, кандидат социологических наук Дмитрий Рогозин и другие.
В октябре 2022 года Бебуришвили стал ведущим шоу «Прожарка» на телеканале ТНТ4, в ноябре того же года на телеканале ТНТ в рамках шоу Comedy Club состоялся сольный концерт Бебуришвили под названием «Эпоха осуждения».
В начале ноября 2022 года ведущий шоу Comedy Club Гарик Харламов объявил о том, что его в роли ведущего его заменит Бебуришвили. Тогда же телеканал ТНТ анонсировал появление Андрея Бебуришвили в качестве нового ведущего в шоу Comedy Club.
В январе 2023 года стал ведущим юмористического шоу Comedy Club на телеканале ТНТ. В марте 2023 года фото Андрея Бебуришвили было размещено на обложке весеннего номера журнала U magazine, посвящённого soft power.
В мае 2023 года Бебуришвили был модератором организованного мэрией Москвы «Лектория московского школьника», предназначенного для психологической поддержки выпускников московских школ на этапе подготовки к экзаменам. Тогда же вместе с Лизой Анохиной и Slava Marlow Бебуришвили стал лицом рекламной кампании платформы «Дзен».
В 2024 году выпустил сольный стендап-концерт «Не/зависимый».

## Личная жизнь
В 2023 году женился, жена Мария — куратор, сооснователь книжного клуба в Санкт-Петербурге, в августе 2023 года у пары родилась дочь. 

## Фильмография
- 2020 — Неадекватные люди 2 — Герман[39]